# Пежхнянка
Пежхнянка (пол. Pierzchnianka) — село в Польщі, у гміні Пежхниця Келецького повіту Свентокшиського воєводства.
Населення — 251 особа (2011).
У 1975-1998 роках село належало до Келецького воєводства.

## Демографія
Демографічна структура на день 31 березня 2011 року:
|          | Загалом | Допрацездатний вік | Працездатний вік | Постпрацездатний вік |
| -------- | ------- | ------------------ | ---------------- | -------------------- |
| Чоловіки | 128     | 34                 | 77               | 17                   |
| Жінки    | 123     | 28                 | 60               | 35                   |
| Разом    | 251     | 62                 | 137              | 52                   |